# География Призрена

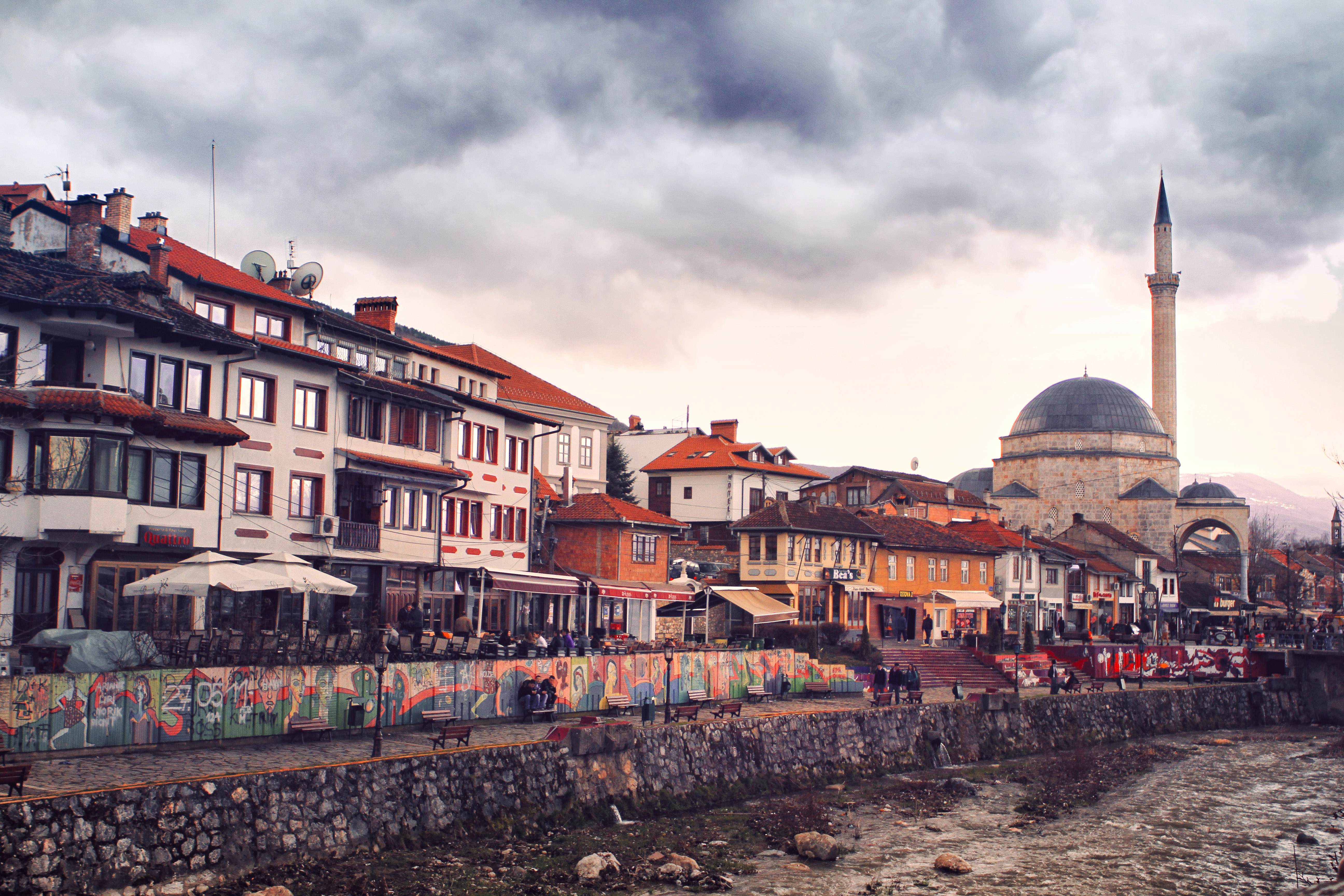
Город Призрен

Город Призрен находится на Балканском полуострове у подножья гор Шар-Планина в Южной Метохии. Согласно административно-территориальному делению Сербии является административным центром Призренского округа автономного края Сербии Косово и Метохия. Согласно административно-территориальному делению частично признанной Республики Косово, фактически контролирующей город, является административным центром Призренского округа Республики Косово.
Община Призрен имеет границы с Албанией и Республикой Македония. Город являлся исторической столицей Сербской империи.

## Географическая характеристика

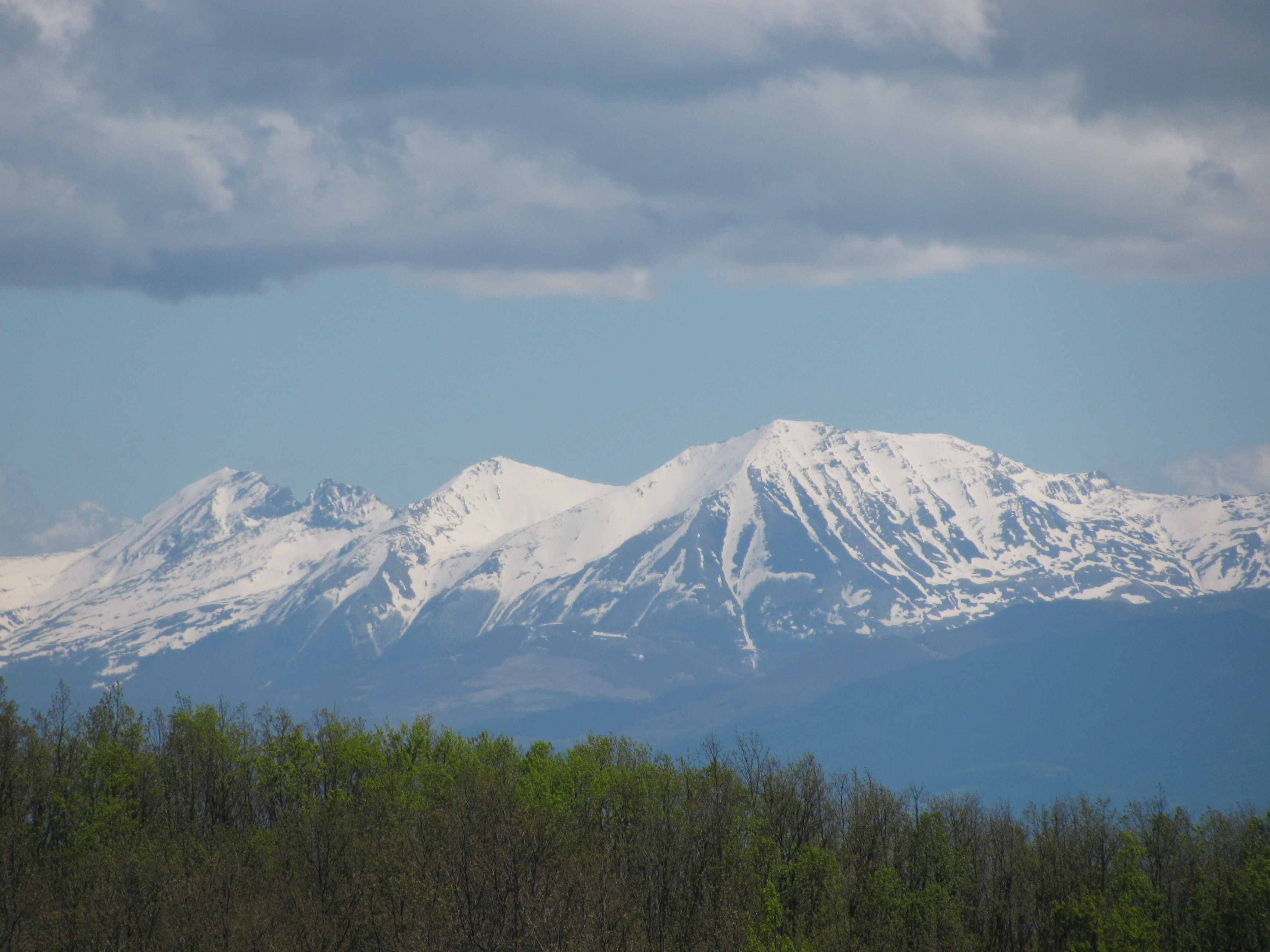
Горы Шар-Планина

Община Призрен имеет площадь 640 км² (5,94 % территории Косова) и находится в юго-западной части Косова, в неё входят 76 поселений с 220 776 жителями, из них около 110 000 проживают в Призрене.
Наиболее густонаселенные сёла общины Призрен:
- Жур (8000 чел.)
- Кориша (6000 чел.)
- Джонай (5300 чел.)[4]

Хорошее географическое положение, природа, объекты исторического и культурного наследия являются основой туризма в общине Призрен.
Рельеф Призрена в целом холмистый. Высота колеблется от 300 до 2600 м в границах общины. В то время как центр города расположен на равнине, на западной и особенно восточной окраине общины имеется множество холмов.
Леса в общине Призрен богаты эндемичными растениями. Распространена сосна Гельдриха.
Общая площадь общины Призрен составляет 63 986 га. Из них 53 % — это сельскохозяйственные земли, 39 % — леса, 8 % — прочие.

## Реки
Самая крупная река в общине Призрен — Белый Дрин (175 км). Призренска-Бистрица, протекающая через центр города Призрен, короче (18 км). Все реки общины относятся к бассейну Белого Дрина. Река Топлуга имеет наибольшую паводковую опасность.

## Границы
Община Призрен граничит с такими общинами как: Джяковица, Ораховац, Штрпце, Сува-Река, Драгаш и с государствами Албания и Республика Македония.

## Климат
Климат общины Призрен разнообразен. В низинах сильно влияние средиземноморского климата, и летние месяцы очень жаркие. В горных районах преобладает альпийский климат, даже в июне кое-где лежит снег.